# Martin Kuncl
Martin Kuncl (Brno, 1º aprile 1984) è un calciatore ceco, difensore dell'SV Rehberg, club austriaco del comune di Krems an der Donau.